# Голубев, Андрей Александрович
Андре́й Алекса́ндрович Го́лубев (род. 22 июля 1987 года в Волжском, СССР) — казахстанский теннисист, до 2008 года выступавший за Россию; финалист одного турнира Большого шлема в парном разряде (Открытый чемпионат Франции-2021); победитель двух турниров ATP (один в одиночном разряде).

## Общая информация
Андрей — старший из двух сыновей Марины и Александра Голубевых; его брата зовут Денис. Семейство Голубевых долгое время жило в городе Волжский, Волгоградская область, но когда Андрею было 15 лет переехало в Италию: в город Бра.
Голубев в теннисе с шести лет. Любимое покрытие — быстрый хард; лучшие удары — форхенд и подача.

## Спортивная карьера
Андрей Голубев 10 раз за карьеру выходил в финалы фьючерсов, из которых выиграл 4.
В июле 2007 года в итальянском Реканати Андрей впервые вышел в финал «челленджера», где уступил Джимми Вану из Тайваня в 3 сетах.
В январе 2008 года в немецком Хейлбронне Андрей выиграл свой первый «челленджер», обыграв в финале немца Филиппа Петшнера — 2-6 6-1 3-1, отказ. Голубев начал свой путь на этом турнире с квалификации, таким образом он одержал 8 побед подряд.
Летом 2008 года Андрей Голубев, вместе с группой других теннисистов (Ксения Первак, Ярослава Шведова, Галина Воскобоева, Михаил Кукушкин и Евгений Королев) поменяли гражданство на казахстанское. Также Андрей дебютировал за команду Казахстана в Кубке Дэвиса. Это позволит ему приобрести ценный международный опыт на уровне сборных команд.
Финалист Открытого чемпионата Санкт-Петербурга 2008 года, в финале уступил 4-й на тот момент ракетке мира Энди Маррею 1-6 1-6. Начинал этот турнир с квалификации и одержал до финала 7 побед за 8 дней. Стал первым казахстанским теннисистом, добравшимся до финала турнира АТП в одиночном разряде.
Через 2 недели после финала в Санкт-Петербурге Голубев выиграл в Астане свой второй «челленджер», победив в финале француза Лорана Рекудера со счётом 1-6 7-5 6-3.
В июле 2009 года Андрей играл в финале грунтового «челленджера» в итальянском Реканати, но уступил в 2 сетах швейцарцу Штефану Боли.
В июле 2010 года победил на турнире АТП в Гамбурге, став первым в истории теннисистом из Казахстана, выигравшим турнир АТП. За 6 матчей на турнире Андрей не проиграл ни сета, обыграв в том числе 6-ю ракетку мира Николая Давыденко (6-4 6-4), а в финале победив 15-ю ракетку мира Юргена Мельцера. В октябре отметился неплохим результатом на турнире в Куала-Лумпуре, где вышел в финал, обыграв первого сеянного Робина Сёдерлинга, но уступив в решающем матче россиянину Михаилу Южному на тай-брейке третьего сета.

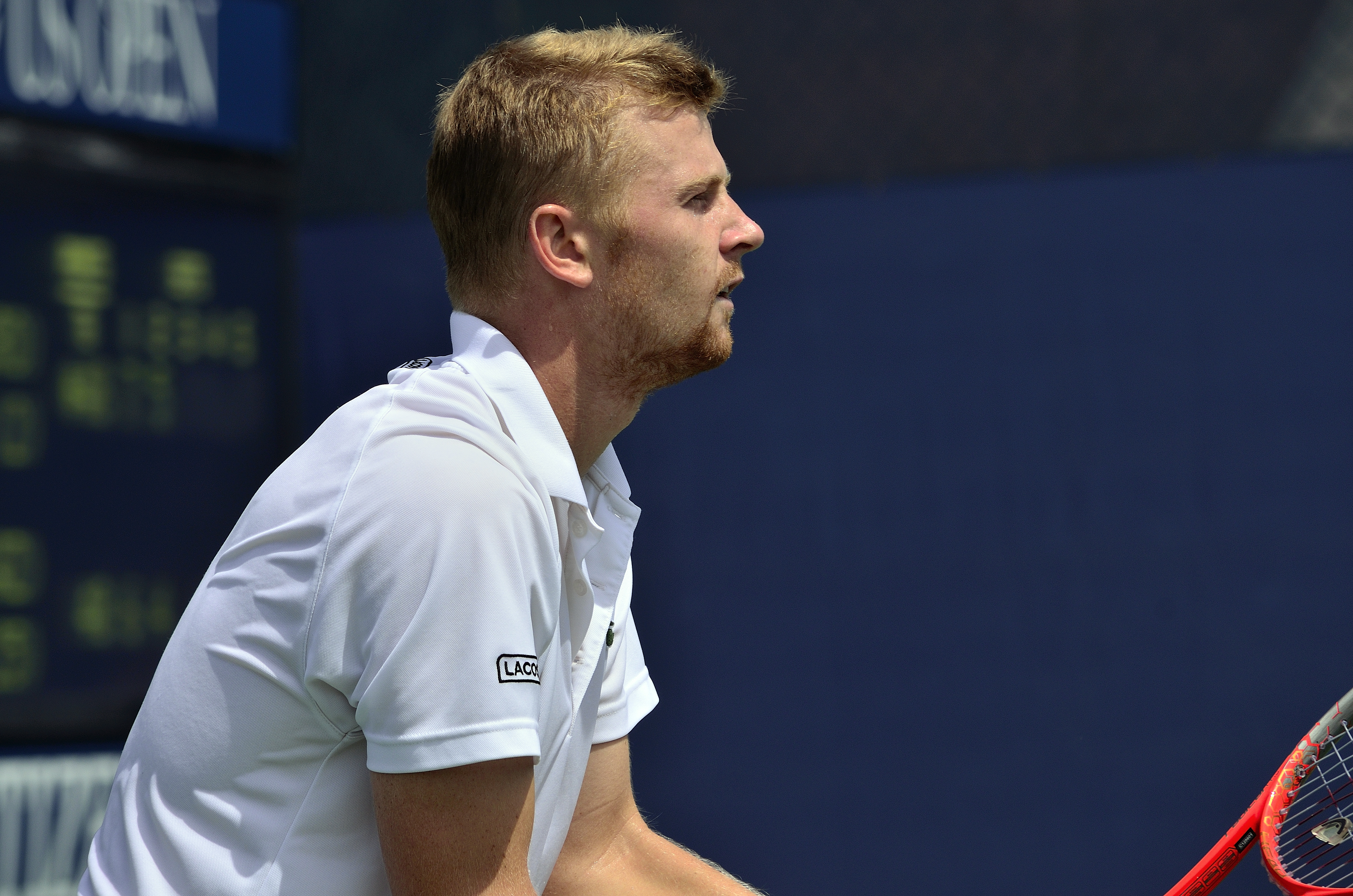
Голубев на Открытом чемпионате США 2013 года

В 2013 году выиграл 2 «челленджера» в Марбурге и Тюмени.
В феврале 2014 года Андрей одержал победу на «челленджере» в Астане. На Открытом чемпионате Франции 2014 года добился высшего достижения в парном разряде, дойдя вместе с австралийцем Сэмом Гротом до полуфинала. По ходу турнира Голубев и Грот обыграли 4-ю сеянную пару Давид Марреро и Фернандо Вердаско, а также 9-ю сеянную пару Лукаш Кубот и Роберт Линдстедт. В полуфинале Голубев и Грот уступили будущим чемпионам Жюльену Беннето и Эдуару Роже-Васслену (6-3 3-6 4-6).

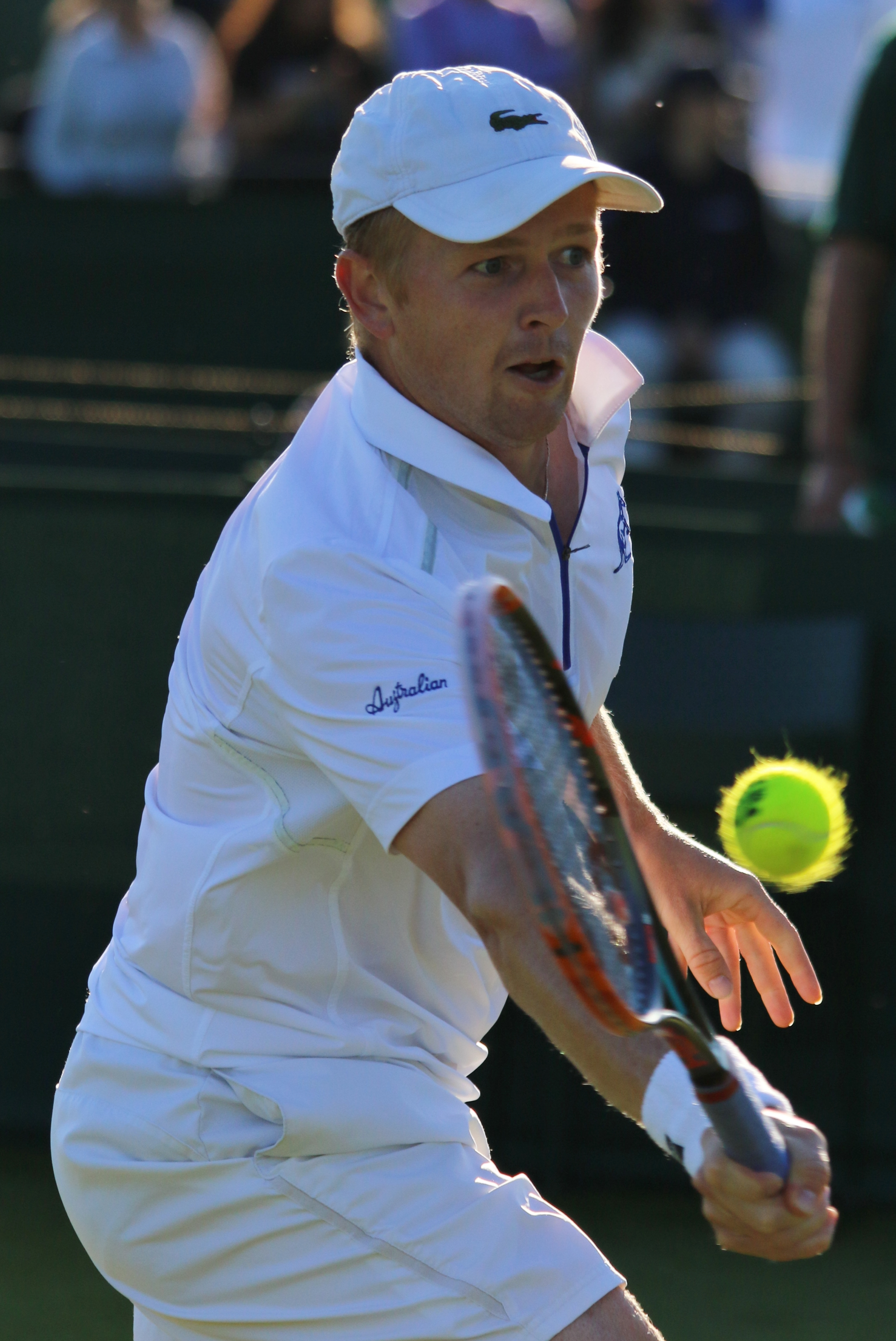
Голубев в квалификации Уимблдона в 2016 году

После 2015 года результаты Голубева пошли на спад, с марта 2015 года он ни разу не входил в топ-100 мирового рейтинга в одиночном разряде, после 2016 года выпал и из топ-200. В марте 2016 года одержал свою шестую в карьере победу на «челленджере», обыграв в финале в шведском Йёнчёпинге 19-летнего Карена Хачанова на трёх тай-брейках.
Голубев не выступал на уровне ATP и ITF с июля 2017 года по апрель 2019 года, но затем в возрасте 31 года решил возобновить карьеру.
В 2019 году Голубев стал активно выступать в парном разряде, в основном вместе со своим ровесником Александром Недовесовым. В июле 2019 года Голубев и Недовесов выиграли «челленджер» в Нур-Султане, а в сентябре — ещё один «челленджер» в Стамбуле.
В начале 2020 года Голубев впервые с 2016 года вошёл в топ-150 мирового парного рейтинга. В январе 2020 года Голубев и Недовесов выиграли «челленджер» в Бангкоке, а в начале февраля выиграли ещё один «челленджер» во французском Кемпере. Для Голубева эта победа стала 10-й в карьере на «челленджерах» в парном разряде.
В августе 2020 года Голубев в паре с уругвайцем Ариэлем Беаром выиграл два «челленджера» на грунте в Италии (Тоди и Триест), отдав в 6 матчах только один сет. В сентябре 2020 года Голубев впервые с мая 2015 года вошёл в топ-100 мирового парного рейтинга. В ноябре выиграл ещё один «челленджер» в паре с Недовесовым в американском Орландо. 2020 год Голубев закончил на 88-й позиции парного рейтинга, второй раз в карьере войдя в топ-100 по итогам сезона.
На Открытом чемпионате Австралии 2021 года попал в основную сетку в парном разряде и вместе с Александром Бубликом во втором круге обыграл первую сеянную пару Хуана Себастьяна Кабаля и Роберта Фара (6-4, 6-4). Однако в третьем круге казахстанцы уступили Марсело Аревало и Матве Мидделкопу. В апреле выиграл «челленджер» на грунте в Хорватии вместе с Недовесовым. В мае ещё на одном «челленджере» в Хорватии дошёл с Недовесовым до финала, где уступил американской паре.
На Открытом чемпионате Франции 2021 года вновь играл вместе с Бубликом и сенсационно смог дойти до финала. Во втором круге казахстанцы в двух сетах обыграли пятую сеянную пару Иван Додиг и Филип Полашек, а затем обыграли 11-ю сеянную пару Уэсли Колхоф и Жан-Жюльен Ройер. В полуфинале казахстанцы со счётом 1-6, 6-4, 6-4 обыграли испанцев Пабло Андухара и Педро Мартинеса. Ранее Голубев за карьеру лишь один раз играл в финале турнира ATP в парном разряде в 2014 году. В финале против французов Эрбера и Маю Бублик подавал на матч при счёте 6-4, 5-4, но не удержал подачу, французы в итоге победили 4-6, 7-6(1), 6-4.
На Уимблдонском турнире 2021 года Голубев в паре с Робином Хасе дошли до третьего круга. На Олимпийских играх в Токио в мужском парном разряде Голубев и Бублик уже в первом круге проиграли французам Жереми Шарди и Гаэлю Монфису В миксте Голубев играл с Ярославой Шведовой и также вылетел в первом круге от местной японской пары. На Открытом чемпионате США Голубев в паре с Андреасом Мисом было посеян под 15-м номером и дошёл до третьего круга. Все 4 результата на турнирах Большого шлема 2021 года стали для Голубева лучшими в карьере. В октябре Голубев и монегаск Юго Нис дошли до финала турнира ATP 250 в Санкт-Петербурге, где проиграли паре Джейми Маррей и Бруно Соарес.
В марте 2022 года Голубев дошёл до полуфинала Мастерса в Майами вместе с Александром Зверевым, где уступил американской паре Джон Изнер и Джек Сок (3-6, 2-6). В мае Голубев вместе с Максимо Гонсалесом дошёл до полуфинала турнира серии Masters 1000 в Риме, где проиграл паре Джон Изнер и Диего Шварцман — 4-6, 6-4, [9-11]. 16 мая 2022 года Голубев поднялся на высшее в карьере 21-е место в парном рейтинге.

## Рейтинг на конец года
| Год  | Одиночный рейтинг | Парный рейтинг |
| 2022 |                   | 47             |
| 2021 | 951               | 28             |
| 2020 | 774               | 88             |
| 2019 | 741               | 169            |
| 2017 | 588               | 436            |
| 2016 | 229               | 156            |
| 2015 | 206               | 175            |
| 2014 | 74                | 74             |
| 2013 | 82                | 181            |
| 2012 | 161               | 241            |
| 2011 | 147               | 201            |
| 2010 | 36                | 130            |
| 2009 | 133               | 270            |
| 2008 | 89                | 542            |
| 2007 | 177               | 389            |
| 2006 | 305               | 510            |
| 2005 | 391               | 552            |
| 2004 | 651               | 1065           |
| 2003 | 1212              | 1314           |

## Выступления на турнирах

### Финалы турниров ATP в одиночном разряде (3)

#### Победы (1)
| Легенда                              |
| ------------------------------------ |
| Турниры Большого шлема (0)*          |
| Итоговый турнир ATP (0)              |
| ATP Мастерс / ATP Мастерс 1000 (0)   |
| АТР International Gold / АТР 500 (1) |
| АТР International / АТР 250 (0+1)    |

| Титулы по покрытиям | Титулы по месту проведения матчей турнира |
| ------------------- | ----------------------------------------- |
| Хард (0+1)*         | Зал (0+1)                                 |
| Грунт (1)           | Зал (0+1)                                 |
| Трава (0)           | Открытый воздух (1)                       |
| Ковёр (0)           | Открытый воздух (1)                       |

* количество побед в одиночном разряде + количество побед в парном разряде.
| №  | Дата         | Турнир            | Покрытие | Соперник в финале | Счёт    |
| 1. | 25 июля 2010 | Гамбург, Германия | Грунт    | Юрген Мельцер     | 6-3 7-5 |

#### Поражения (2)
| №  | Дата            | Турнир                  | Покрытие   | Соперник в финале | Счёт              |
| 1. | 26 октября 2008 | Санкт-Петербург, Россия | Хард (зал) | Энди Маррей       | 1-6 1-6           |
| 2. | 3 октября 2010  | Куала-Лумпур, Малайзия  | Хард (зал) | Михаил Южный      | 7-6(7) 2-6 6-7(3) |

### Финалы челленджеров и фьючерсов в одиночном разряде (23)

#### Победы (12)
| Условные обозначения |
| Челленджеры (7+17)*  |
| Фьючерсы (5+4)       |

| Титулы по покрытиям | Титулы по месту проведения матчей турнира |
| ------------------- | ----------------------------------------- |
| Хард (9+8)*         | Зал (7+1)                                 |
| Грунт (3+13)        | Зал (7+1)                                 |
| Трава (0)           | Открытый воздух (5+20)                    |
| Ковёр (0)           | Открытый воздух (5+20)                    |

* количество побед в одиночном разряде + количество побед в парном разряде.
| №   | Дата            | Турнир               | Покрытие   | Соперник в финале  | Счёт                 |
| 1.  | 22 мая 2005     | Гротталье, Италия    | Грунт      | Малик Джазири      | 6-3 7-6(3)           |
| 2.  | 29 мая 2005     | Терамо, Италия       | Грунт      | Алессандро Аккардо | 6-3 6-1              |
| 3.  | 28 октября 2006 | Родез, Франция       | Хард (зал) | Адриан Маннарино   | 4-6 6-1 6-0          |
| 4.  | 19 ноября 2006  | Лас-Пальмас, Испания | Хард       | Йерун Массон       | 6-4 6-3              |
| 5.  | 27 января 2008  | Хайльбронн, Германия | Хард (зал) | Филипп Пецшнер     | 2-6 6-1 3-1 — отказ  |
| 6.  | 8 ноября 2008   | Астана, Казахстан    | Хард (зал) | Лоран Рекудерк     | 1-6 7-5 6-3          |
| 7.  | 8 ноября 2009   | Астана, Казахстан    | Хард (зал) | Илья Марченко      | 6-3 6-3              |
| 8.  | 30 июня 2013    | Марбург, Германия    | Грунт      | Диего Шварцман     | 6-1 6-3              |
| 9.  | 24 ноября 2013  | Тюмень, Россия       | Хард (зал) | Андрей Кузнецов    | 6-4 6-3              |
| 10. | 23 февраля 2014 | Астана, Казахстан    | Хард (зал) | Жиль Мюллер        | 6-4 6-4              |
| 11. | 13 марта 2016   | Йёнчёпинг, Швеция    | Хард (зал) | Карен Хачанов      | 6-7(9) 7-6(5) 7-6(4) |
| 12. | 14 июля 2019    | Алма-Ата, Казахстан  | Хард       | Денис Евсеев       | 6-1 6-2              |

#### Поражения (11)
| №   | Дата            | Турнир                   | Покрытие    | Соперник в финале    | Счёт              |
| 1.  | 15 августа 2004 | Л’Акуила, Италия         | Грунт       | Матье Монкур         | 2-6 1-6           |
| 2.  | 12 ноября 2005  | Ватерлоо, Бельгия        | Ковёр (зал) | Штефан Боли          | 3-6 4-6           |
| 3.  | 14 мая 2006     | Виченца, Италия          | Грунт       | Людвиг Пеллеран      | 3-6 3-6           |
| 4.  | 30 июля 2006    | Модена, Италия           | Грунт       | Александр Долгополов | 6-4 6-7(8) 6-7(9) |
| 5.  | 2 сентября 2006 | Пьомбино, Италия         | Хард        | Фредерик Нильсен     | 2-6 4-6           |
| 6.  | 11 ноября 2006  | Редбридж, Великобритания | Хард (зал)  | Давид Гес            | 4-6 2-6           |
| 7.  | 29 июля 2007    | Реканати, Италия         | Хард        | Джимми Ван           | 3-6 6-3 4-6       |
| 8.  | 26 июля 2009    | Реканати, Италия         | Хард        | Штефан Боли          | 4-6 6-7(4)        |
| 9.  | 31 января 2010  | Хайльбронн, Германия     | Хард (зал)  | Михаэль Беррер       | 3-6 6-7(4)        |
| 10. | 27 октября 2013 | Казань, Россия           | Хард (зал)  | Александр Недовесов  | 4-6 1-6           |
| 11. | 7 февраля 2016  | Лонсестон, Австралия     | Хард        | Блейк Мотт           | 7-6(4) 1-6 2-6    |

### Финалы турниров Большого шлема в парном разряде (1)

#### Поражения (1)
| №  | Год  | Турнир                     | Покрытие | Партнёр          | Соперники в финале       | Счёт           |
| 1. | 2021 | Открытый чемпионат Франции | Грунт    | Александр Бублик | Николя Маю Пьер-Юг Эрбер | 6-4 6-7(1) 4-6 |

### Финалы турнировATPв парном разряде (4)

#### Победы (1)
| №  | Дата            | Турнир            | Покрытие   | Партнёр        | Соперники в финале      | Счёт       |
| 1. | 22 октября 2023 | Стокгольм, Швеция | Хард (зал) | Денис Молчанов | Юки Бхамбри Джулиан Кэш | 7-6(8) 6-2 |

#### Поражения (3)
| №  | Дата            | Турнир                     | Покрытие   | Партнёр          | Соперники в финале            | Счёт           |
| 1. | 2 августа 2014  | Кицбюэль, Австрия          | Грунт      | Даниэле Браччали | Хенри Континен Яркко Ниеминен | 1-6 4-6        |
| 2. | 12 июня 2021    | Открытый чемпионат Франции | Грунт      | Александр Бублик | Николя Маю Пьер-Юг Эрбер      | 6-4 6-7(1) 4-6 |
| 3. | 31 октября 2021 | Санкт-Петербург, Россия    | Хард (зал) | Юго Нис          | Джейми Маррей Бруно Соарес    | 3-6 4-6        |

### Финалы челленджеров и фьючерсов в парном разряде (37)

#### Победы (21)
| №   | Дата             | Турнир                                 | Покрытие   | Партнёр               | Соперники в финале                       | Счёт                 |
| 1.  | 17 сентября 2005 | Сассари, Италия                        | Хард       | Адриано Бьязелла      | Мануэль Гасбарри Фаррух Дустов           | 7-6(6) 6-1           |
| 2.  | 15 июля 2007     | Мантуя, Италия                         | Грунт      | Франческо Пиккари     | Леонардо Адзаро Марко Круньола           | 6-3 6-2              |
| 3.  | 17 июня 2012     | Монца, Италия                          | Грунт      | Юрий Щукин            | Теймураз Габашвили Стефано Янни          | 7-6(4) 5-7 [10-7]    |
| 4.  | 19 апреля 2013   | Падуя, Италия                          | Грунт      | Маттео Донати         | Мате Делич Йоско Топич                   | 7-6(6) 3-6 [10-6]    |
| 5.  | 30 июня 2013     | Марбург, Германия                      | Грунт      | Евгений Королёв       | Джордан Керр Йессе Хута Галунг           | 6-3 1-6 [10-6]       |
| 6.  | 10 января 2016   | Хэппи-Вэлли, Австралия                 | Хард       | Маттео Донати         | Денис Молчанов Александр Недовесов       | 3-6 7-6(5) [10-1]    |
| 7.  | 29 мая 2016      | Виченца, Италия                        | Грунт      | Никола Мектич         | Фабрисио Нейс Гаштан Элиаш               | 6-3 6-3              |
| 8.  | 18 июня 2016     | Попрад, Словакия                       | Грунт      | Ариэль Беар           | Лукаш Длоуги Андрей Мартин               | 6-2 5-7 [10-5]       |
| 9.  | 14 июля 2019     | Алма-Ата, Казахстан                    | Хард       | Константин Кравчук    | Денис Евсеев Себастьян Корда             | 6-3 6-2              |
| 10. | 21 июля 2019     | Нур-Султан, Казахстан                  | Хард       | Александр Недовесов   | Нам Чи Сон Чхун Юнсон                    | 6-4 6-4              |
| 11. | 11 августа 2019  | Аппьяно-сулла-Страда-дель-Вино, Италия | Грунт      | Фелипе Мелигени Алвес | Даниэл Дутра да Силва Кристиан Линделл   | 6-4 6-4              |
| 12. | 15 сентября 2019 | Стамбул, Турция                        | Хард       | Александр Недовесов   | Марек Генгел Лукаш Росол                 | Без игры             |
| 13. | 19 января 2020   | Бангкок, Таиланд                       | Хард       | Александр Недовесов   | Санчай Ративатана Кристофер Рунгкат      | 3-6 7-6(1) [10-5]    |
| 14. | 2 февраля 2020   | Кемпер, Франция                        | Хард (зал) | Александр Недовесов   | Иван Сабанов Матей Сабанов               | 6-4 6-2              |
| 15. | 23 августа 2020  | Тоди, Италия                           | Грунт      | Ариэль Беар           | Эллиот Беншери Юго Гастон                | 6-4 6-2              |
| 16. | 30 августа 2020  | Триест, Италия                         | Грунт      | Ариэль Беар           | Юго Гастон Тристан Ламасин               | 6-4 6-2              |
| 17. | 6 сентября 2020  | Корденонс, Италия                      | Грунт      | Ариэль Беар           | Андрес Мольтени Юго Нис                  | 7-5 6-4              |
| 18. | 22 ноября 2020   | Орландо, США                           | Хард       | Александр Недовесов   | Митчелл Крюгер Джексон Уитроу            | 7-5 6-4              |
| 19. | 11 апреля 2021   | Сплит, Хорватия                        | Грунт      | Александр Недовесов   | Шимон Вальков Ян Зелиньский              | 7-5 6-7(5) [10-5]    |
| 20. | 21 мая 2023      | Турин, Италия                          | Грунт      | Денис Молчанов        | Натаниэль Ламмонс Джон Пирс              | 7-6(4) 6-7(6) [10-5] |
| 21. | 16 июля 2023     | Зальцбург, Австрия                     | Грунт      | Денис Молчанов        | Анируд Чандрасекар Виджай Сундар Прашант | 6-4 7-6(8)           |

#### Поражения (16)
| №   | Дата             | Турнир                          | Покрытие   | Партнёр             | Соперники в финале                        | Счёт              |
| 1.  | 28 мая 2006      | Парма, Италия                   | Грунт      | Марсио Торрес       | Хосе Антонио Санчес де Луна Томас Тенкони | 0-6 0-6           |
| 2.  | 18 июня 2006     | Бассано-дель-Граппа, Италия     | Грунт      | Денис Истомин       | Фабио Коланджело Стефано Янни             | 4-6 4-6           |
| 3.  | 26 июля 2009     | Реканати, Италия                | Хард       | Адриано Бьязелла    | Фредерик Нильсен Джозеф Сирианни          | 4-6 6-3 [6-10]    |
| 4.  | 18 сентября 2011 | Щецин, Польша                   | Грунт      | Юрий Щукин          | Марцин Гаврон Андрей Капас                | 4-6 3-6           |
| 5.  | 1 июля 2012      | Милан, Италия                   | Грунт      | Юрий Щукин          | Николас Монро Симон Штадлер               | 4-6 6-3 [9-11]    |
| 6.  | 30 сентября 2012 | Лермонтов, Россия               | Грунт      | Юрий Щукин          | Константин Кравчук Денис Молчанов         | 3-6 4-6           |
| 7.  | 5 мая 2013       | Наполи, Италия                  | Грунт      | Алессандро Джанесси | Потито Стараче Стефано Янни               | 1-6 3-6           |
| 8.  | 28 июля 2013     | Астана, Казахстан               | Хард       | Михаил Кукушкин     | Риккардо Гедин Клаудио Грасси             | 6-3 3-6 [8-10]    |
| 9.  | 23 февраля 2014  | Астана, Казахстан               | Хард (зал) | Евгений Королёв     | Сергей Бетов Александр Бурый              | 1-6 4-6           |
| 10. | 28 июля 2019     | Прага, Чехия                    | Грунт      | Александр Недовесов | Ариэль Беар Гонсало Эскобар               | 7-6(4) 5-7 [8-10] |
| 11. | 22 сентября 2019 | Биелла, Италия                  | Грунт      | Ариэль Беар         | Томислав Бркич Анте Павич                 | 6-7(2) 4-6        |
| 12. | 27 сентября 2020 | Форли, Италия                   | Грунт      | Андреа Вавассори    | Томислав Бркич Никола Чачич               | 6-3 5-7 [3-10]    |
| 13. | 16 мая 2021      | Загреб, Хорватия                | Грунт      | Александр Недовесов | Эван Кинг Хантер Риз                      | 2-6 6-7(4)        |
| 14. | 30 апреля 2023   | Рим, Италия                     | Грунт      | Денис Молчанов      | Николас Баррьентос Франсишку Кабрал       | 3-6 1-6           |
| 15. | 13 августа 2023  | Баня-Лука, Босния и Герцеговина | Грунт      | Денис Молчанов      | Виктор Влад Корня Филипп Освальд          | 6-3 1-6 [13-15]   |
| 16. | 15 октября 2023  | Братислава, Словакия            | Хард (зал) | Денис Молчанов      | Срирам Баладжи Андре Бегеман              | 3-6 7-5 [8-10]    |